# Léon Flameng
Léon Flameng   (17è districte de París, 30 d'abril de 1877 - Ève, 2 de gener de 1917) va ser un ciclista francès que va córrer a finals del segle xix.
El 1896 va prendre part en els Jocs Olímpics d'Atenes, on va disputar quatre proves del programa de ciclisme: una volta a la pista, 2 km, 10 km i 100 km. El seu millor resultat l'obtingué a la cursa de 100 km, on amb un temps de 3h 08'19,2" guanyà la cursa i la medalla d'or. A la prova dels 10 km obtingué la segona posició, just pel darrere del seu compatriota Paul Masson, tot i fer el mateix temps. A la prova de 2 km acabà tercer i en la prova de la volta a la pista no obtingué medalla.
El 1898 es va incorporar a la 8a Divisió d'Infanteria per fer el seu servei militar. Després es va incorporar a la Força Aèria Francesa el 1914 com a observador, abans de convertir-se en pilot militar el 1916. El 21 de juny de 1916, mentre estava en una missió a Verdun, el seu avió va ser tocat per foc enemic, i ell ferit al cap, però va aconseguir tornar a la base. Després de recuperar-se a l'hospital va tornar a la seva esquadra i va ser ascendit a sergent. El 12 de gener de 1917, mentre provava un nou biplà Sopwith prop d'Ève, una avaria va provocar que s'estavellés i morís.